# Furuset (Oslo)
Furuset is een buurt in het Oslose stadsdeel Alna in het Groruddal in het noordoosten van de stad. Het gebied is genoemd naar de boerderijen Hoog Furuset terhoogte van Stromsveien 380, en Neder Furuset ter hoogte van Micheletveien 37. Al in de 14e eeuw bestond er een parochie met de naam Furuset, de bijbehorende kerk verdween in 1595.

## Ruimtelijke ordening
Het oude Furuset is een villawijk rond de Ulsholtveien die aan de westkant wordt begrenst door industrie en pakhuizen, en zich aan de noordkant uitstrekt tot Gransdalen en de Maria Delhis vei. In de jaren 70 van de 20e eeuw werd het gebied tussen de villa wijk en Høybråten in het oosten bebouwd met woonblokken. Aan de zuidkant verrees een winkelcentrum, Furuset senter, met buurtvoorzieningen zoals; Coop Extra, postkantoor, bibliotheek, zwembad, sporthal en districtsbestuur, rond de Trygve Lies plass dat in 1979 werd geopend. In 1980 volgde de nieuwe kerk aan de Ulsholtveien 37 omgeven door een cultuurpark.
Furuset was sinds 1988 een zelfstandig stadsdeel van Oslo tot het in 2003 opging in het grotere Alna. In de jaren 90 werd een handbal- en ijshockeyhal Furuset Forum gebouwd en in 1994 onthulde Koning Harald een standbeeld van de hand van Nico Widerberg, van Trygve Lie op het naar hem genoemde plein. In 2008 werd vlak ten westen van de sporthal het Furusetaktivitetspark geopend en in 2011 werd aan de zuidrand vlak langs de E6 de Bait-un-Nast moskee geopend. Sinds 1861 is de basisschool van Furuset gevestigd aan de Furusetveien 15 en sinds 1978 bestaat de Gran skole (middenschool) aan de Granstangen 50. In 2013 opende deze school een parkour in het Verdensparken (wereldpark).
Aan de zuidkant wordt de wijk door de E6 gescheiden van de wijken Ellingsrud en Lindeberg. In het oosten wordt de wijk begrensd door Haugenstua en Høybråten in het oosten. Het westen van de wijk loopt tot aan de begraafplaats van Alfaset en langs de noordrand ligt de Hovedbanen.

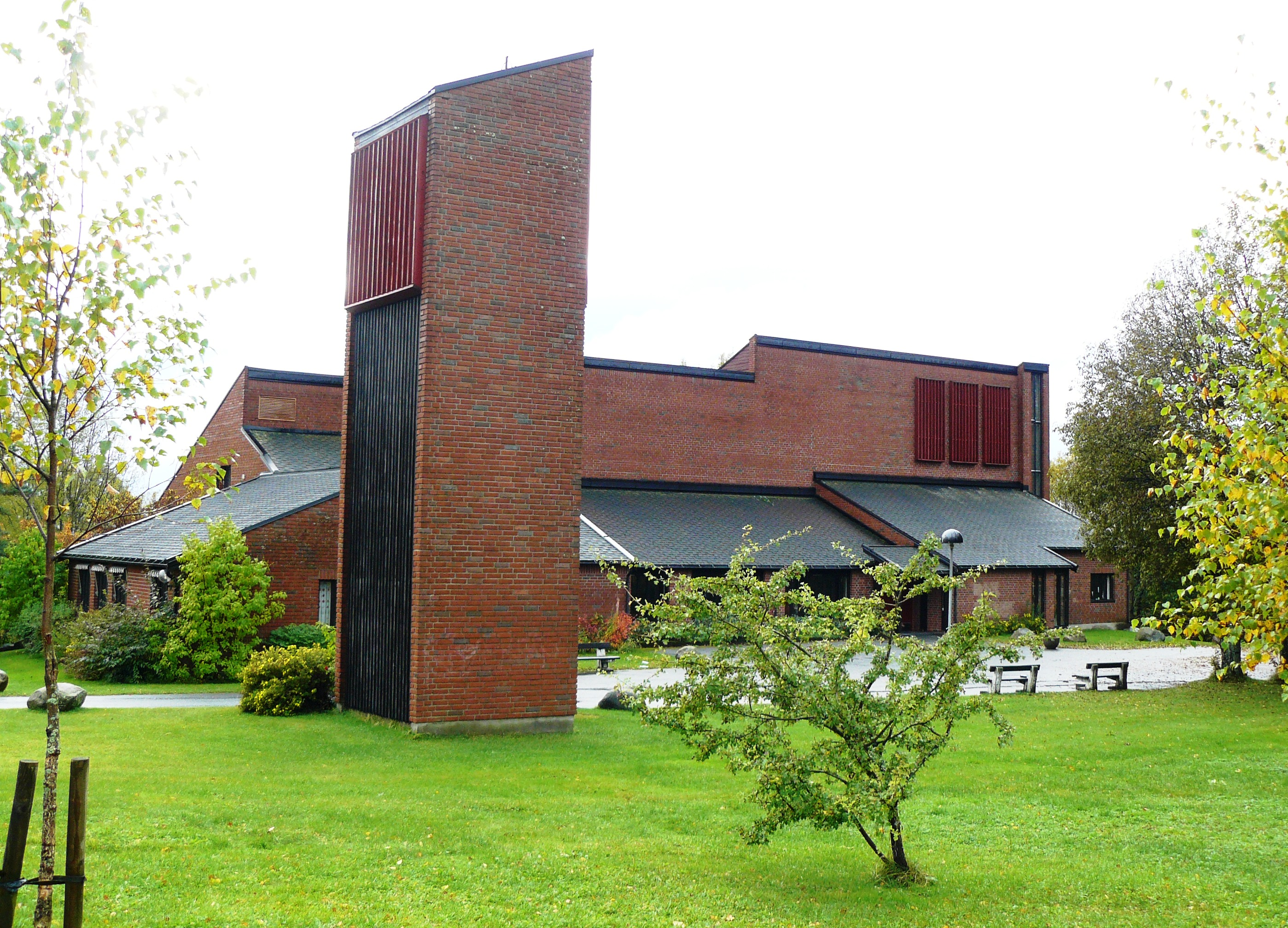
De kerk van Furuset
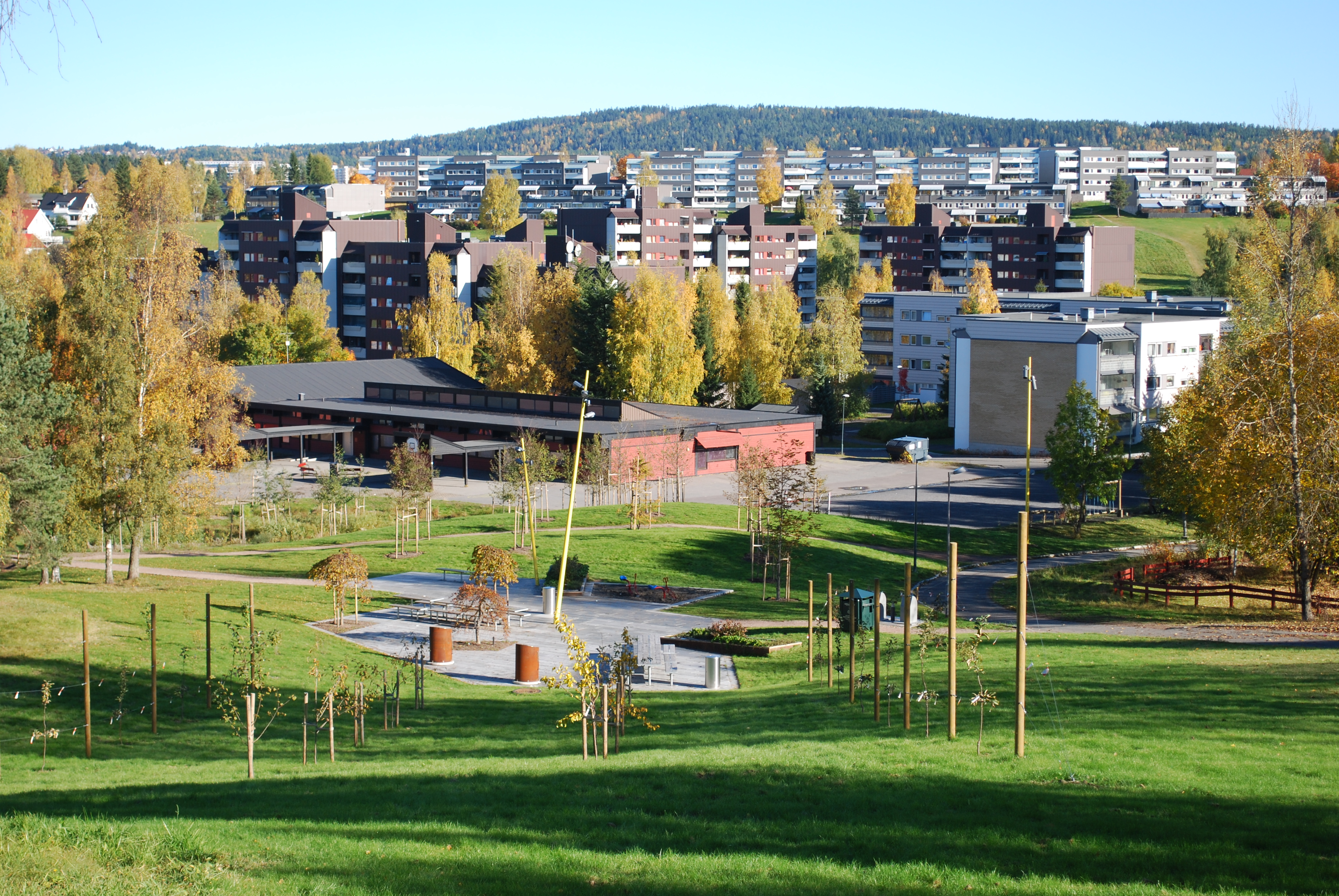
Verdensparken (wereldpark) met een zithoek in het zuiden van het park. Op de heuvel op de achtergrond de gebouwen in Gransdalen.
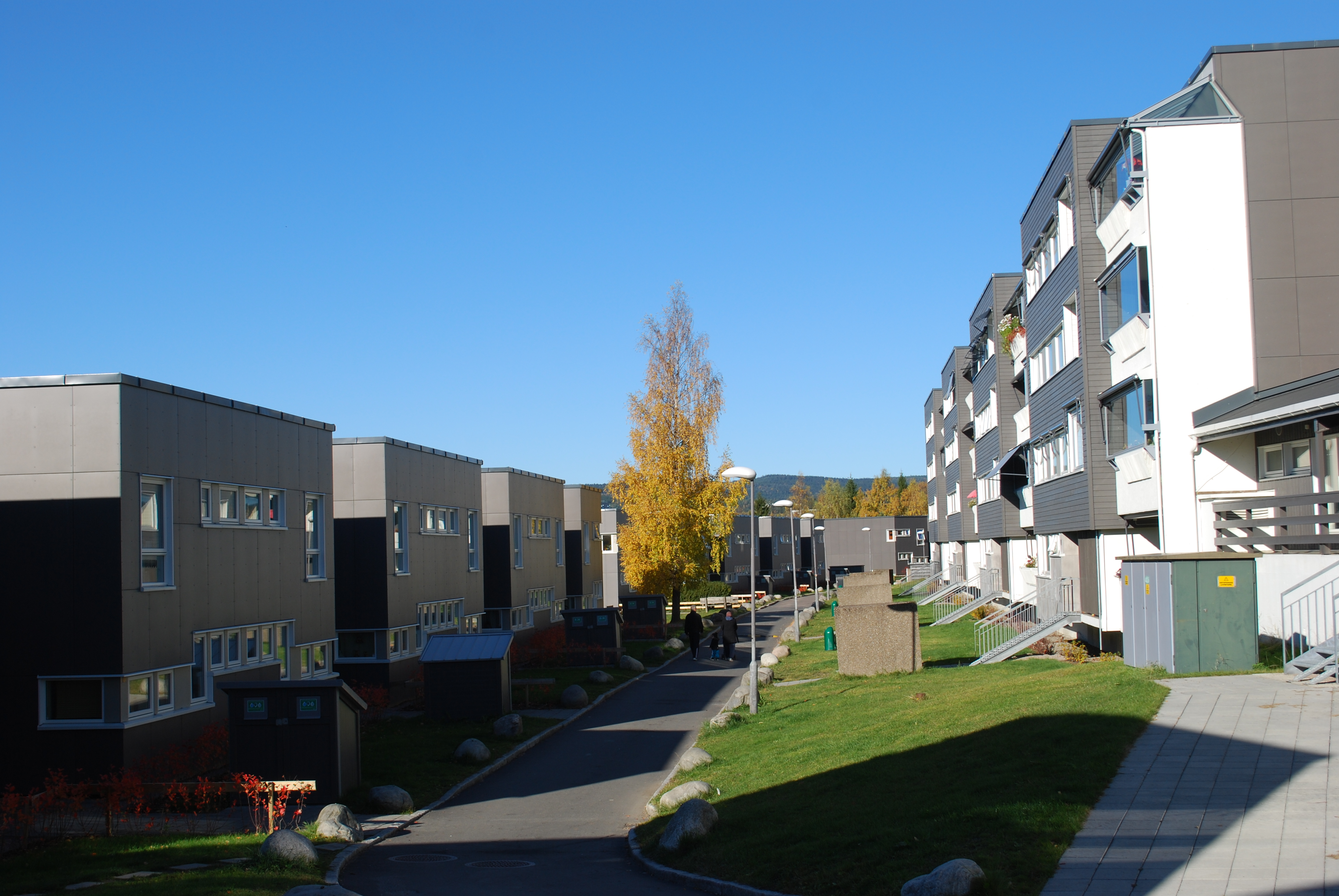
Woonblokken met loopbrug uit eind jaren '70 aan de Høybråtenveien 3 (rechts) en 5 en 7 (links).

## Bevolking
In de buurt wonen zo'n 10 duizend mensen, waarvan de meeste buitenlandse immigranten en nakomelingen zijn. 67% van de bevolking had een buitenlandse achtergrond. Op 1 januari 2006 woonden ruim 1000 mensen in de villawijk en 4000-4500 in de woonblokken. In 2014 woonden er 1681 met een Pakistaanse achtergrond in de buurt (17,4%), 553 met een Turkse (5,7%), 418 met een Sri Lankaanse (4,3%) en 322 met een Marokkaanse (3,3%).

## Vervoer
Furuset is via de Furusetbanen van de metro verbonden met het stadscentrum en Ellingsrud vanaf metrostation Furuset gelegen bij het winkelcentrum. Daarvandaan bedienen ook de lokale buslijnen 25, 65, 79, 100 en 110 het gebied. Ten zuiden van de buurt loopt de E6 en treinreizigers kunnen gebruikmaken van station Grorud aan de noordkant van de buurt.